# Emil Fröschels
Emil Fröschels (Bécs, 1884. augusztus 24. – New York, 1972. január 18.) osztrák származású, 1938-tól az Amerikai Egyesült Államokban élő orvos, neurológus, pszichológus, gyógypedagógus, egyetemi tanár, a logopédia kiváló művelője.

## Életútja
Orvostudományi tanulmányokat a Bécsi Egyetemen folytatott. 1909 és 1938 között a bécsi fül-orr-gége klinika beszédgyógyászati osztályán főorvos. Az I. világháború idején a bécsi helyőrségi kórházban háborús beszédsérültek rehabilitációjával foglalkozott. 1914-től docens, 1926-tól professzor a bécsi egyetemen.
Az Amerikai Egyesült Államokban előbb (1939-40) St. Louisban a Washington Egyetem tanára, majd New Yorkban kórházakban dolgozott: 1940 és 1949 között a Mount Sinai Hospital, 1950 és 1955 között a Belth David Hospital beszédgyógyászati klinikájának (Speech and Voice Clinic) vezetője.
Emil Fröschels olyan eredeti logopédiai terápiás eljárásokat dolgozott ki, amelyek egyetemesen alkalmazásra találtak, pl. a „toló-nyomó gyakorlatok” (Stossübungen) hangszalagbénulás esetén, „rágógyakorlat” (chewing therapy) dadogás és számos egyéni rehabilitációs módszert pöszeség és a rinolália kezelésére. Emil Fröschels elméleti munkássága is jelentős, a „logopédia” fogalmának bevezetése is nevéhez fűződik. Művei kisebb könyvtárt alkotnak (méltatói szerint 24 könyve, 340 tanulmánya jelent meg).

## Kötetei (válogatás)
- Sprach- und Stimmheilkunde (Logopädie). Wien, 1913 1 , 1931 3.; *Die sprachärztliche Therapie im Kriege. Wien-Berlin, 1918
- Kindersprache und Aphasie. Berlin, 1918
- Psychologie der Rede. Wien, 1924
- Psychologie der Sprache. Wien-Leipzig, 1925
- Stimme und Sprache in der Heilpädagogik. Halle, 1926
- Lehrbuch der Sprachheilkunde (Logopädie). Wien, 1928 1 , 1931 2
- Twentieth century speech and voice correction. New York, 1948

## Társasági tagság
- 1947-ben New Yorkban beszédgyógyászati társaságot (Society for Speech and Voice Therapy) alapított, amelynek haláláig elnöke volt.
- Számos nemzetközi logopédiai fórum nagy tekintélyű résztvevője volt, a Nemzetközi Logopédiai és Foniátriai Társaság (International Assotiation of Logopedics and Phoniatrics–IALP) alapító tagja és tiszteletbeli elnöke, amelynek több magyar logopédus és foniáter is tagja.